# Épiez-sur-Chiers
Pour l’article homonyme, voir Épiez-sur-Meuse.
Pour les articles ayant des titres homophones, voir Épieds.
Épiez-sur-Chiers est une commune française située dans le département de Meurthe-et-Moselle, en région Grand Est.

## Géographie
Située juste au nord-ouest de la commune de Charency-Vezin, Épiez est délimitée au nord par la frontière franco-belge qui la sépare de la province de Luxembourg. Le village belge le plus proche est Torgny au nord-ouest.
|          | Rouvroy ( Belgique) |                |
| Velosnes | Épiez-sur-Chiers    | Charency-Vezin |
|          | Charency-Vezin      | Charency-Vezin |

### Hydrographie

#### Réseau hydrographique
La commune est dans le bassin versant de la Meuse au sein du bassin Rhin-Meuse. Elle est drainée par la Chiers et le ruisseau l'Urbule,.
La Chiers, d'une longueur de 127 km, prend sa source dans la commune de Mont-Saint-Martin et se jette  dans la Meuse à Remilly-Aillicourt, après avoir traversé 46 communes. 

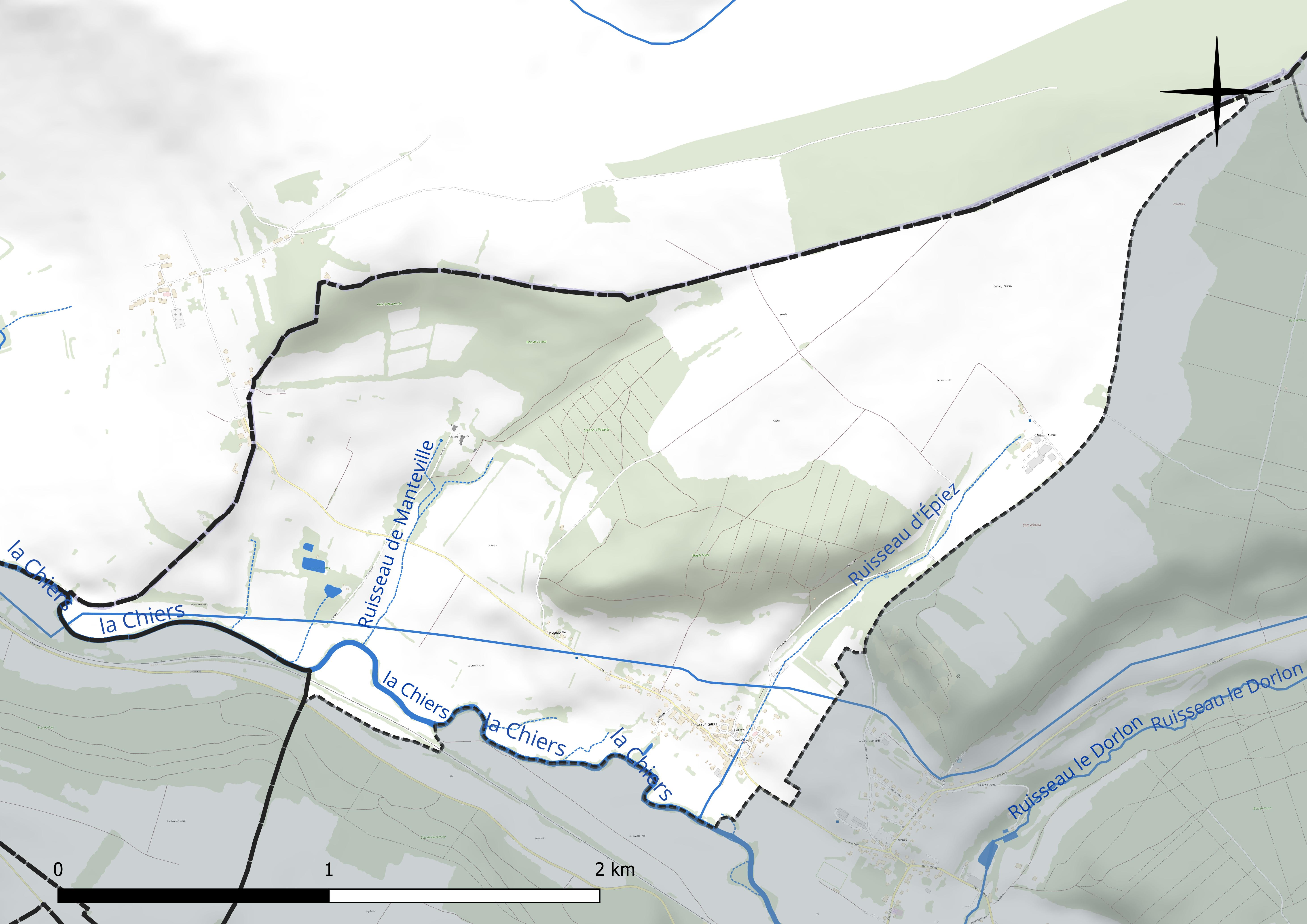
Réseau hydrographique d'Épiez-sur-Chiers.

#### Gestion et qualité des eaux
Le territoire communal est couvert par le schéma d'aménagement et de gestion des eaux (SAGE) « Bassin ferrifère ». Ce document de planification concerne le périmètre des anciennes galeries des mines de fer, des aquifères et des bassins versants hydrographiques associés qui s’étend sur 2 418 km2. Les bassins versants concernés sont celui de la Chiers en amont de la confluence avec l'Othain, et ses affluents (la Crusnes, la Pienne, l'Othain), celui de l'Orne et ses affluents et celui de la Fensch, le Veymerange, la Kiesel et les parties françaises du bassin versant de l'Alzette et de ses affluents (Kaylbach, ruisseau de Volmerange). Il a été approuvé le 27 mars 2015. La structure porteuse de l'élaboration et de la mise en œuvre est la région Grand Est. 
La qualité des cours d’eau peut être consultée sur un site dédié géré par les agences de l’eau et l’Agence française pour la biodiversité. 

### Climat
Pour des articles plus généraux, voir Climat du Grand Est et Climat de Meurthe-et-Moselle.
En 2010, le climat de la commune est de type climat de montagne, selon une étude du Centre national de la recherche scientifique s'appuyant sur une série de données couvrant la période 1971-2000. En 2020, Météo-France publie une typologie des climats de la France métropolitaine dans laquelle la commune est dans une zone de transition entre le climat océanique altéré et le climat océanique altéré et est dans la région climatique  Lorraine, plateau de Langres, Morvan, caractérisée par un hiver rude (1,5 °C), des vents modérés et des brouillards fréquents en automne et hiver. 
Pour la période 1971-2000, la température annuelle moyenne est de 9,5 °C, avec une amplitude thermique annuelle de 15,7 °C. Le cumul annuel moyen de précipitations est de 953 mm, avec 14,3 jours de précipitations en janvier et 9,7 jours en juillet. Pour la période 1991-2020, la température moyenne annuelle observée sur la station météorologique de Météo-France la plus proche, « Villette », sur la commune de Villette à 4 km à vol d'oiseau, est de 10,1 °C et le cumul annuel moyen de précipitations est de 909,4 mm. 
La température maximale relevée sur cette station est de 39 °C, atteinte le 25 juillet 2019 ; la température minimale est de −14,8 °C, atteinte le 20 décembre 2009,,. 
Les paramètres climatiques de la commune ont été estimés pour le milieu du siècle (2041-2070) selon différents scénarios d'émission de gaz à effet de serre à partir des nouvelles projections climatiques de référence DRIAS-2020. Ils sont consultables sur un site dédié publié par Météo-France en novembre 2022.

## Urbanisme

### Typologie
Au 1er janvier 2024, Épiez-sur-Chiers est catégorisée commune rurale à habitat dispersé, selon la nouvelle grille communale de densité à sept niveaux définie par l'Insee en 2022.
Elle est située hors unité urbaine et hors attraction des villes,.

### Occupation des sols
L'occupation des sols de la commune, telle qu'elle ressort de la base de données européenne d’occupation biophysique des sols Corine Land Cover (CLC), est marquée par l'importance des territoires agricoles (76,6 % en 2018), en augmentation par rapport à 1990 (72,9 %). La répartition détaillée en 2018 est la suivante : 
terres arables (41,5 %), prairies (35,1 %), forêts (23,4 %). L'évolution de l’occupation des sols de la commune et de ses infrastructures peut être observée sur les différentes représentations cartographiques du territoire : la carte de Cassini (XVIIIe siècle), la carte d'état-major (1820-1866) et les cartes ou photos aériennes de l'IGN pour la période actuelle (1950 à aujourd'hui).

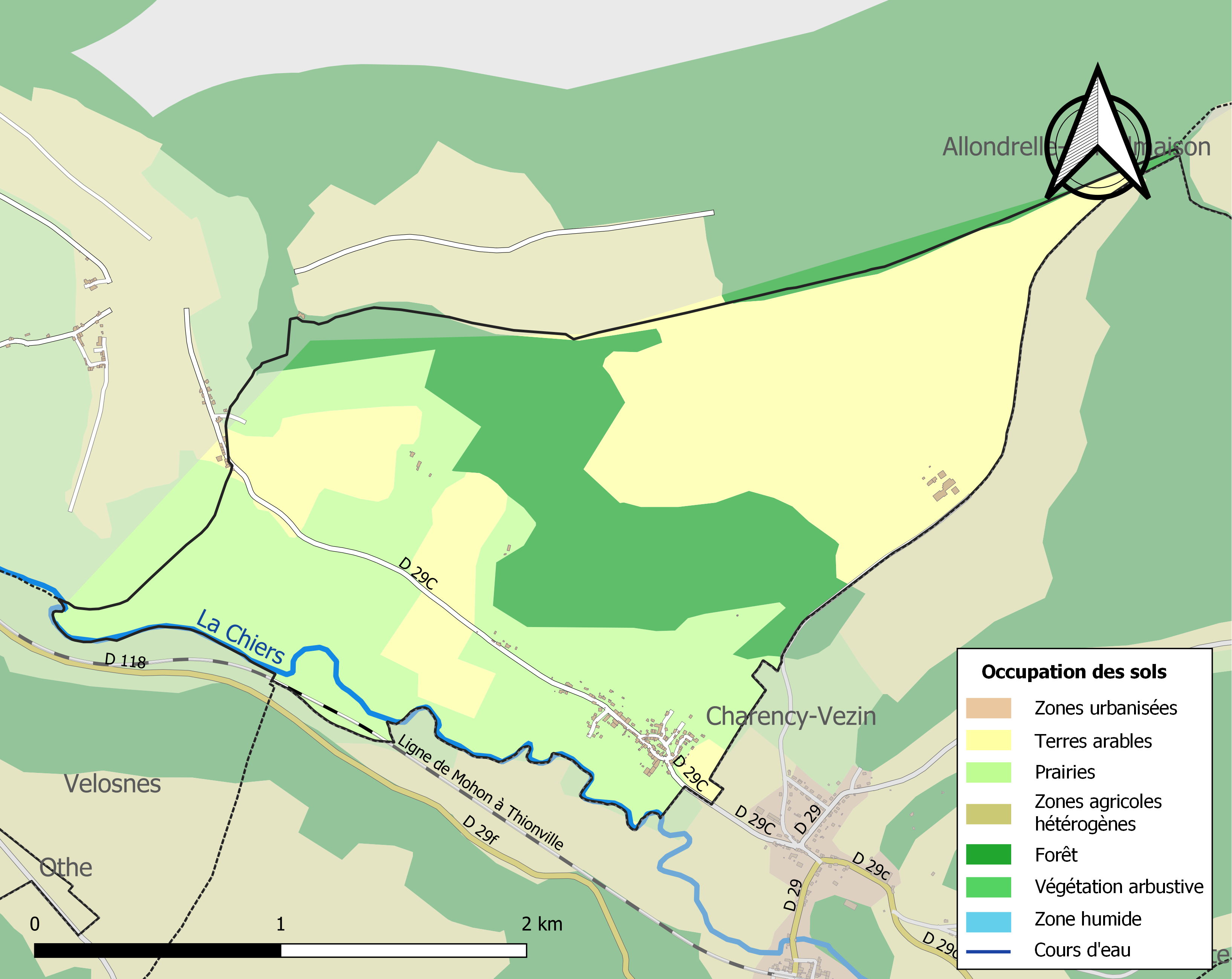
Carte des infrastructures et de l'occupation des sols de la commune en 2018 (CLC).

## Toponymie
Le nom de la localité est attesté sous les formes Epie (1573) ; Epietum (XVIIe siècle) ; Espiez (1612) ; Epiey (1749) ; Epiez en Woivre (1779) ; Expies.

Du bas latin spicarium, formé à l’aide de spica « épi » et du suffixe collectif arium, apparaît pour la 1re fois au Ve siècle dans la loi salique ; il aboutit au français espier (« bâtiment où s’entassent les épis »), et par métonymie: droit domanial en blé, en avoine, et quelquefois en d’autres produits (FEW, XII, 173b).
La Chiers est une rivière franco-belgo-luxembourgeoise (elle porte également le nom de Korn ou Kor pour sa partie coulant au Luxembourg ; en luxembourgeois Kuer). Elle traverse le sud du territoire de la commune.

## Histoire
- Village de l'ancienne province du Barrois.
- Épiez-sur-Chiers est une commune de la vallée de la Chiers (un affluent de la Meuse) dont l'origine semble remonter à l'antiquité romaine. Au Moyen Âge, différentes maisons castrales y prennent lieu et notamment le château de Manteville, toujours existant de nos jours.

## Politique et administration
| Période                                  | Période                   | Identité                                    | Étiquette | Qualité      |
| ---------------------------------------- | ------------------------- | ------------------------------------------- | --------- | ------------ |
| Les données manquantes sont à compléter. |                           |                                             |           |              |
| mars 2001                                | mars 2008                 | Robert Simon                                |           |              |
| mars 2008                                | En cours (au 28 mai 2020) | James Weiss, Réélu pour le mandat 2020-2026 |           | Ancien cadre |

## Population et société

### Démographie
L'évolution du nombre d'habitants est connue à travers les recensements de la population effectués dans la commune depuis 1793. Pour les communes de moins de 10 000 habitants, une enquête de recensement portant sur toute la population est réalisée tous les cinq ans, les populations de référence des années intermédiaires étant quant à elles estimées par interpolation ou extrapolation. Pour la commune, le premier recensement exhaustif entrant dans le cadre du nouveau dispositif a été réalisé en 2008.

En 2022, la commune comptait 196 habitants, en évolution de +7,69 % par rapport à 2016 (Meurthe-et-Moselle : −0,13 %, France hors Mayotte : +2,11 %).
| 1793 | 1800 | 1806 | 1841 | 1861 | 1866 | 1872 | 1876 | 1881 |
| ---- | ---- | ---- | ---- | ---- | ---- | ---- | ---- | ---- |
| 166  | 180  | 203  | 336  | 389  | 372  | 284  | 295  | 278  |

| 1886 | 1891 | 1896 | 1901 | 1906 | 1911 | 1921 | 1926 | 1931 |
| ---- | ---- | ---- | ---- | ---- | ---- | ---- | ---- | ---- |
| 271  | 282  | 279  | 277  | 320  | 277  | 275  | 263  | 246  |

| 1936 | 1946 | 1954 | 1962 | 1968 | 1975 | 1982 | 1990 | 1999 |
| ---- | ---- | ---- | ---- | ---- | ---- | ---- | ---- | ---- |
| 220  | 190  | 185  | 212  | 185  | 171  | 145  | 124  | 165  |

| 2006 | 2008 | 2013 | 2018 | 2022 | - | - | - | - |
| ---- | ---- | ---- | ---- | ---- | - | - | - | - |
| 181  | 186  | 181  | 187  | 196  | - | - | - | - |

## Culture locale et patrimoine

### Lieux et monuments

#### Édifice civils

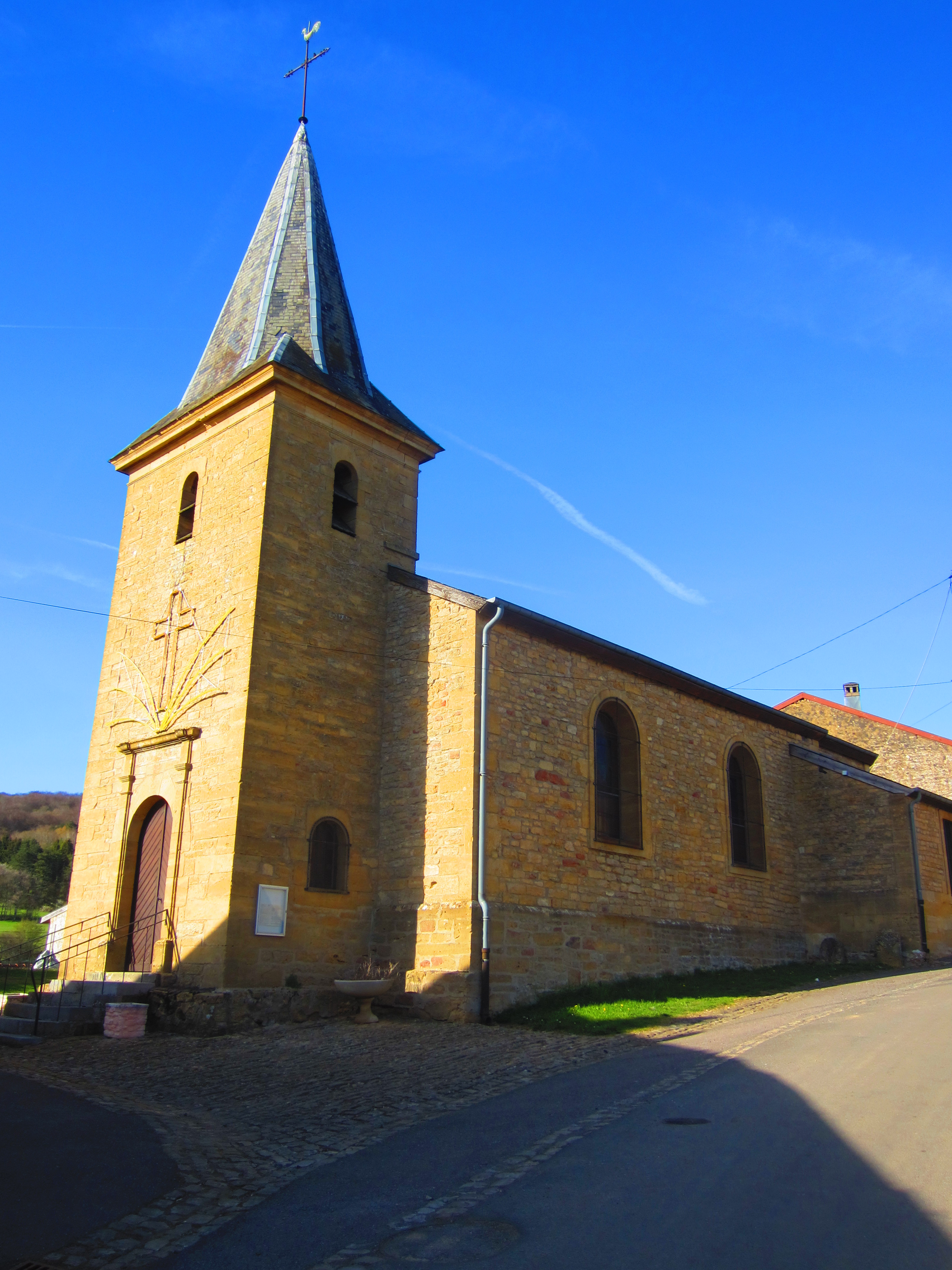
Église Saint-Denis.

- Château de Villelongue, reconstruit en 1613, date portée par une porte de la cave, détruit par un incendie vers 1847, dont il ne subsiste que la tour nord-ouest et les caves ; reconstruit en 1851, date portée par un cartouche sur la façade principale, propriété de la famille de Villelongue au XVIIe et XVIIIe siècles, passe à la famille de Reumont en 1779, vendu comme bien national.
- Château à  Manteville. Propriété de la famille de Manteville, passée à la famille de Reumont puis à la famille de Thomassin de Montbel. Maison forte construite au XVe siècle. Partiellement repercée au XVIIIe siècle, restaurée limite XIXe siècle/XXe siècle pour le baron de Montbel. Éléments défensifs. Mention d'un manoir à Manteville dès 1456. En 1602, maison forte avec colombier et dépendances. En 1903-1904, d'importants travaux de restauration ont modifié l'extérieur (percement de fenêtres), mais sans altérer les intérieurs. En 1940, un incendie détruit les intérieurs et la toiture : rénovation postérieure. Parc réalisé en trois périodes : XVIIe siècle (canal et terrasse adjacente), XIXe siècle (escalier et terrasses) et début du XXe siècle (statuaire de 1921-1922). Cet édifice est l'objet d'une inscription au titre des monuments historiques par arrêté du 13 février 1997[23].
- Maison seigneuriale située en contrebas de l'église rétablie en 1764 (date portée) aux frais de Philippe Raphaël de Manteville, détenteur des trois quarts de la seigneurie d'Epiez et de celle de Manteville.
- Maison du berger communal construite au XVIIIe siècle (1771).

#### Édifice religieux
- Église paroissiale Saint-Denis, reconstruite en 1733 aux frais de l'abbaye de Juvigny. Tour clocher à base talutée ajoutée en 1733 (date portée par la porte d'entrée) aux frais des bourgeois d'Épiez. Ancien chœur à chevet plat modifié et allongé en 1830 (date portée), en même temps que la reconstruction de la sacristie.

### Personnalités liées à la commune
- François Borella se marie le 27 aout 1957 avec Marie-Claire de Thomassin de Montbel, ancienne responsable féminine à la JEC et avocate, à l'église Saint-Denis d'Épiez-sur-Chiers[24].

### Héraldique, logotype et devise
| Blason de Épiez-sur-Chiers | Blason  | De sinople à la cotice ondée d'argent accompagnée, en chef, de deux bars adossés d'or et, en pointe, de la Mairie-Lavoir du même d'où s'écoule un ruisseau aussi d'argent en pal ondé. |
| Blason de Épiez-sur-Chiers | Détails | Le statut officiel du blason reste à déterminer. |